# 耶律觀音
耶律观音（?—?），为契丹（遼朝）皇族，辽世宗耶律阮的第二女。
保宁年间，耶律观音封晋国长公主。耶律观音下嫁萧夏剌。姐姐耶律和古典嫁给萧啜里，耶律观音何时而终不详。 

## 传記資料
- 《遼史》公主表